# Cylisticus ciscaucasius
Cylisticus ciscaucasius är en kräftdjursart som beskrevs av Borutzkii 1977. Cylisticus ciscaucasius ingår i släktet Cylisticus och familjen Cylisticidae. Utöver nominatformen finns också underarten C. c. transcaucasius.